# Roller hockey
Pour les articles homonymes, voir Hockey.
Cet article court présente un sujet plus développé dans : roller in line hockey et rink hockey.
Roller hockey est un terme général qui englobe la discipline du roller in line hockey et celle du rink hockey.
En France, le terme est uniquement utilisé pour désigner le roller in line hockey, ce dernier n'étant que rarement utilisé.